# Walt Kelly
Walt Kelly (Philadelphia, 25 augustus 1913 – Woodland Hills, CA, 18 oktober 1973) was een Amerikaanse stripauteur. Hij werd vooral bekend vanwege zijn krantenstrip Pogo.

## Jeugd en vroege carrière
Walter Crawford Kelly, Jr. werd in 1913 geboren in Philadelphia in de Amerikaanse staat Pennsylvania, maar verhuisde op tweejarige leeftijd met zijn familie naar Bridgeport, Connecticut, waar zijn vader werkte in een munitiefabriek. Al op drie-jarige leeftijd kopieerde Kelly zijn favoriete strips Krazy Kat, Regular Fellows en Mutt and Jeff. Gedurende highschool werkte hij als verslaggever en striptekenaar voor zijn schoolkrant. Toen Kelly dertien jaar was ging hij parttime werken voor de Bridgeport Post. Na zijn eindexamen zou hij eerst korte tijd gaan werken in een fabriek voor damesondergoed, maar in 1933 kreeg hij een echte baan bij de Bridgeport Post als verslaggever. Voor een beetje extra geld maakte hij voor die krant ook de dagelijkse strip over het leven van stadsgenoot Phineas Taylor Barnum.
In 1934 vertrok Kelly naar New York, waar een opleiding in illustratie en modeltekenen zou volgen en avondklassen in "commercial art". Hij wilde het liefst sprookjes gaan illustreren zoals zijn grote voorbeeld Arthur Rackham. Kelly's eerste grote publicatie betrof de illustratie van Dorothy Thompson's "Ballad of a Hunter of Great Renown" in het tijdschrift voor kinderen Saint Nicholas Magazine van november 1935. Een maand later verschenen twee pagina's van een aflevering van "Gulliver's Travels" in het eerste nummer van New Comics, een tijdschrift van National Allied Publications, nu DC Comics. Bij National Allied Publications ontmoette Kelly de tekenaar Sheldon Mayer, die later bekendheid zou krijgen met de strip "Scribly".

## Walt Disney Studios
Kelly vertrok naar Californië, waar hij in januari 1936 werd aangenomen als animatietekenaar in opleiding bij Walt Disney. Hij zou vijf jaar voor Disney blijven werken, voor de helft in de verhalenafdeling en voor de helft in animatie. Hij werkte er aan de filmpjes van Donald Duck en Mickey Mouse en de avondvullende tekenfilms Sneeuwwitje, Pinokkio, Fantasia, Dombo en The Reluctant Dragon.
In de nasleep van een grote staking van werknemers van Disney zou Kelly het bedrijf in 1941 verlaten. Daarmee stopte zijn werk voor Disney echter niet. Als freelance tekenaar werkte hij nog enkele jaren voor de Disney stripuitgaven en maakte hij onder andere voorpagina's met Donald Duck voor Walt Disney's Comics and Stories, een tijdschrift dat van 1940 tot 1962 werd uitgegeven door Dell Comics (later door andere uitgeverijen).

## Dell Comics
Kelly ging in 1941 werken bij Dell Comics van Western Publishing. De artdirector van de uitgever wilde een nieuwe serie van stripbladen uitgeven en gaf Kelly daarvoor een eigen tijdschrift met de naam "Fairy Tale Parade". Hoewel de namen van de tekenaars vaak onvermeld bleven, hadden de strips van Kelly de naamsvermelding van de tekenaar. De "Fairy Tale Parade" was de eerste van een aantal strips voor Dell Comics, waaronder een aantal losse eenmalige verhalen. 
Voor het eerste nummer van Dell's Animal Comics maakte Kelly het verhaal "Albert Takes the Cake", waarin voor het eerst de opossum Pogo en de alligator Albert voor kwamen. Er verschenen dertig nummers van de Animal Comics. In deze periode van 1942 tot 1949 tekende Kelly ook 57 afleveringen van "Our Gang Comics". 
Van 1948 tot 1951 tekende hij 35 afleveringen van "The Adventures of Peter Wheat" ter promotie van Peter Wheat brood.

## Pogo
Kelly ging de karakters van de Animal Comics gebruiken voor een politiek satire, de krantenstrip Pogo in de New York Star. Toen de New York Star in 1949 ophield te bestaan, ontving Kelly tal van verzoeken van fans om de strip elders voort te zetten. De uitgevers, aan wie Kelly zijn strip probeerde te verkopen, zagen echter geen toekomst voor de strip. In mei 1949 wist voorzitter van de Post-Hall Syndicate de redactie van de New York Post en drie andere kranten er toch van te overtuigen om de strip te plaatsen voor een korte proefperiode. De proef was succesvol en Post-Hall Syndicate zou de strip uiteindelijk in het hele land gaan distribueren. Op haar hoogtepunt verscheen de strip in bijna 500 kranten.

## Overlijden
Walt Kelly stierf op 18 oktober 1973 aan complicaties van diabetes.

## Prijzen
Kelly won een aantal prijzen, waaronder in 1952 de Reuben Award van de National Cartoonists Society. In 1972 werd hij gekozen voor opname in de "Jack Kirby Hall of Fame".